# Il canto dei Sanfedisti
Il canto dei Sanfedisti, anche noto come Inno dei Sanfedisti o Inno della Paternità, è un inno religioso e patriottico dei Sanfedisti, un movimento controrivoluzionario nato in Italia nel 1799 per combattere la Repubblica Napoletana e la Francia rivoluzionaria.

## Storia
Il testo del canto esalta la fede cattolica e la monarchia, contro l'ateismo e l'anticlericalismo dei rivoluzionari francesi. La melodia, di origine popolare, è stata attribuita al musicista napoletano Giuseppe Giordani. L'attribuzione del canto dei Sanfedisti a Giuseppe Giordani deriva principalmente dalla testimonianza di Luigi Picchianti, critico musicale e storico fiorentino del XIX secolo. In un articolo pubblicato sulla rivista "Archivio Storico Italiano" nel 1866, egli scrive che Giordani avrebbe composto la musica del canto, durante la repressione della Repubblica Napoletana da parte delle truppe sanfediste. Tuttavia, alcune fonti recenti hanno sollevato dubbi sulla veridicità di questa attribuzione, in quanto non esistono documenti dell'epoca che confermino la paternità di Giordani. Inoltre, il testo del canto sembra essere stato scritto da vari autori non identificati e successivamente adattato alla melodia di Giordani.
Il canto dei Sanfedisti è stato cantato durante le battaglie combattute dai Sanfedisti contro le forze napoleoniche e rivoluzionarie, diventando un simbolo di resistenza e di difesa della tradizione cattolica e monarchica.
Molto famoso il canto dei Sanfedisti, riproposto tra l'altro nel Novecento da numerose compagnie di canto popolare (tra le quali la Nuova Compagnia di Canto Popolare): si noti il riferimento ironico alla Carmagnola (canto rivoluzionario). Il successo popolare che riscosse il movimento della Santa Fede dimostra che le idee rivoluzionarie e giacobine avevano fatto presa soltanto tra gli strati più istruiti della popolazione napoletana.

## Testo
«A lu suone de grancasce
viva viva 'o populo vascie,
a lu suono di tammurielli
so' risuorte 'i puverielle.
A lu suono de campane
viva viva 'i pupulane,
a lu suono di viulini
morte a li giacubbine!
Sona sona
sona Carmagnola
sona li cunziglie
viva 'o rre cu la famiglia.
A Sant'Eremo tanto forte
l'hanno fatto comm'â ricotta,
a 'stu curnuto sbrevognato
l'hanno mise 'a mitria 'ncapa.
Maistà, chi t'ha traduto?
Chistu stommaco chi ha avuto?
'E signure, 'e cavaliere
te vulevano priggiuniere.
Sona sona
sona Carmagnola
sona li cunziglie
viva 'o rre cu la famiglia.
Alli trirece de giugno
sant'Antonio gluriuso
'e signure, 'sti birbante
'e facettero 'o mazzo tante.
So' venute li francise
aute tasse n'ci hanno mise,
liberté... egalité...
tu arruobbe a mme
io arruobbo a tte!
Sona sona
sona Carmagnola
sona li cunsiglie
viva 'o rre cu la famiglia.
Li francise so' arrivate
ci hanno bbuono carusate,
et voilà, et voilà...
cavece 'nculo a la libbertà!
A lu ponte da Maddalena
'onna Luisa è asciuta prena
e tre miedece che banno
nu' la ponno fà sgravà.
Sona sona
sona Carmagnola
sona li cunziglie
viva 'o rre cu la famiglia.
A lu muolo senza 'uerra
se tiraje l'albero 'n terra
afferraino 'e giacubbine
'e facettero na mappina.
È fernuta l'uguaglianza
è fernuta la libertà
pe vuje so' dulure 'e panza
signò, jateve a cuccà!
Sona sona
sona Carmagnola
sona li cunsiglie
viva 'o rre cu la famiglia.
Passaje lu mese chiuvuso
lu ventuso e l'addiruso
a lu mese ca se mete
hanno avuto l'aglio arrete.
Viva Tata Maccarone
ca rispetta la religgione,
giacubbine jate a mare
ch' v'abbrucia lu panare!
Sona sona
sona Carmagnola
sona li cunziglie
viva 'o rre cu la famiglia.»